# IC 392
IC 392 est une galaxie lenticulaire située dans la constellation d'Orion. Sa vitesse par rapport au fond diffus cosmologique est de 4 080 ± 3 km/s, ce qui correspond à une distance de Hubble de 60,2 ± 4,2 Mpc (∼196 millions d'al). IC 392 a été découverte par l'astronome français Stéphane Javelle en 1894.
IC 392 présente une large raie HI.

## Groupe de NGC 1762
IC 392 fait partie du groupe de NGC 1762 qui comprend au moins 27 galaxies, dont les galaxies NGC 1590, NGC 1633, NGC 1642, NGC 1713, NGC 1719 et NGC 1762.